# 알파 독
《알파 독》(Alpha Dog)은 미국에서 제작된 닉 카사베츠 감독의 2006년 범죄, 스릴러 영화이다. 니콜라스 마르코비츠의 납치 및 학살 실화에 기반을 둔다. 2006년 1월 27일 선댄스 영화제에서 첫 상영되었으며 이듬해인 2007년 1월 12일 정식 개봉하였다. 안톤 옐친 등이 주연으로 출연하였고 시드니 킴멜 등이 제작에 참여하였다.

## 출연

### 주연
- 안톤 옐친
- 저스틴 팀버레이크
- 에밀 허쉬
- 벤 포스터
- 아만다 사이프리드
- 브루스 윌리스
- 샤론 스톤

### 조연
- 숀 하토시
- 크리스 마퀘트
- 루카스 하스
- 알렉스 킹스턴
- 해리 딘 스탠튼
- 도미니크 스웨인
- 데이비드 손톤
- 헤더 월쿼스트
- 빈센트 카세이저
- 알렉스 솔로위츠
- 페르난도 바가스
- 올리비아 와일드

## 기타
- 공동제작: 매튜 베리
- 공동제작: 낸시 그린-키스
- 협력프로듀서: 마이클 미하스
- 미술: 도미닉 왓킨스
- 스턴트: J.J. 페리
- 의상: 사라 제인 슬롯닉크
- 배역: 매튜 베리
- 배역: 낸시 그린-키스